# Ernestina Maenza Fernández-Calvo
Ernestina Maenza Fernández-Calvo (Lucena, Còrdova, 22 de desembre de 1908 - Madrid, 25 de juliol de 1995) va ser la primera dona andalusa que participà en uns Jocs Olímpics en la modalitat d'esquí alpí en els Jocs Olímpics de Garmisch-Partenkirchen 1936, a Alemanya.
Formà part de la primera expedició espanyola en esquí en uns Jocs Olímpics d'Hivern. Ernestina va finalitzar la competició en la trentè setena i última posició del descens signant un registre de 18:51.4, lluny dels 5:04.4 que va aconseguir la Medallista Noruega Laila Schou-Nilsen. Tot això va ser per culpa d'una luxació d'espatlla que li va impedir competir amb normalitat però va tenir la voluntat d'acabar.
Ernestina havia arribat a ser campiona nacional entre 1935 y 1940. Maenza es va erigir en la gran dominadora de l'esquí nacional durant la dècada dels 30, aconseguint cinc campionats nacionals de manera seguida, la qual cosa li va permetre entrar en l'equip nacional.
En 1927 Ernestina amb 17 anys, coneix a Enrique Herreros, dibuixant i representant d'artistes, amb qui va acabar casant-se el 12 d'octubre d'aquest mateix any i amb qui va tenir un fill.